# 에드거 앨런 포
에드거 앨런 포(영어: Edgar Allan Poe, 1809년 1월 19일 ~ 1849년 10월 7일)는 미국의 작가·시인·편집자·문학평론가이다. 미국 낭만주의의 거두이자 미국 문학사 전체적으로 매우 중요하게 취급되는 작가이다. 미스터리 및 마카브레 작품들로 가장 유명하며, 미국 단편 소설의 선구자이기도 하다. 또한, 추리소설이라는 장르를 최초로 만들어냈다고 평가받으며, 나아가 과학소설 장르의 형성에 이바지했다. 그는 오로지 저술과 집필을 통해서만 생활하려 한 미국 최초의 전업작가이며, 이 때문에 생전에 심한 재정난과 생활고를 겪으며 유년기를 제외한 평생을 불행하게 살았다.
보스턴에서 배우 부부의 둘째 아이로 태어났다. 아버지는 1810년 가정을 버리고 떠나 버렸고, 이듬해 어머니가 돌아가셔서 고아가 되었다. 이후 버지니아주 리치먼드에 살던, 존 앨런과 프란세스 앨런 부부가 어린 포를 데려갔다. 앨런 부부는 포를 정식으로 입양하지는 않았으나, 포는 청소년이 될 때까지 그들과 함께 살았다. 어른이 된 포는 도박 빚 및 교육비 문제로 존 앨런과 사이가 악화되었다. 포는 버지니아 대학교에 입학했지만, 돈이 없어서 한 학기만 다니고 중퇴했다. 포는 교육비 문제로 앨런과 싸우고 1827년 육군에 입대했다. 이때쯤 출판 경력이 시작되어 1827년 ‘보스턴 사람(Bostonian)’이라는 필명으로 《타메를란 외 시집》을 출간했다. 1829년 프란세스 앨런이 사망하자 포와 존 앨런은 일시적으로 화해를 했다. 그러나 이후 웨스트포인트 사관후보생이 되었다가 장교가 되지 못할 것 같자 시인이자 작가가 되겠다는 다짐을 하고 존 앨런과 완전히 갈라졌다.
포는 산문문학으로 관심사를 옮겨 그 뒤 몇 년 동안 문학학술지 및 정기간행물에 글을 기고했고, 특유의 문학비평으로 이름을 알리게 되었다. 직업 관계로 포는 볼티모어·필라델피아·뉴욕 시 등지를 전전했다. 1835년 볼티모어에서 13살짜리 사촌 버지니아 클렘과 결혼했다. 1845년 포는 시집 《도래까마귀》를 출간해 일시적인 성공을 거두었다. 하지만, 2년 뒤 아내 버지니아가 폐결핵으로 죽었다. 그 뒤 몇 년 동안 포는 《펜》이라는 이름의 자기 문학지를 만들기로 계획했으나(이후 제목은 《스타일러스》로 변경), 계획을 실현으로 옮기기 전에 사망했다. 1849년 10월 7일, 향년 40세였다. 포는 볼티모어에서 죽었는데, 그 사인이 불분명하다. 알코올·뇌내출혈·콜레라·마약·심장병·광견병·자살·폐결핵 등 다양한 원인이 거론되고 있다.
에드거 앨런 포와 그의 작품은 미국 문학뿐 아니라 전 세계에 영향을 미쳤으며, 우주론과 암호학 같은 문학 외의 분야에도 직간접적인 영향을 미쳤다. 포의 작품들은 오늘날 문학·음악·영화를 막론하고 여러 대중문화에서 접할 수 있으며, 그의 생가 수 채가 박물관으로 지정 운영되고 있다. 전미 미스터리 작가상은 미스터리 장르에 포가 남긴 족적을 기념하여 매년 에드거 상이라는 상을 수여한다.

## 생애

### 어린 시절

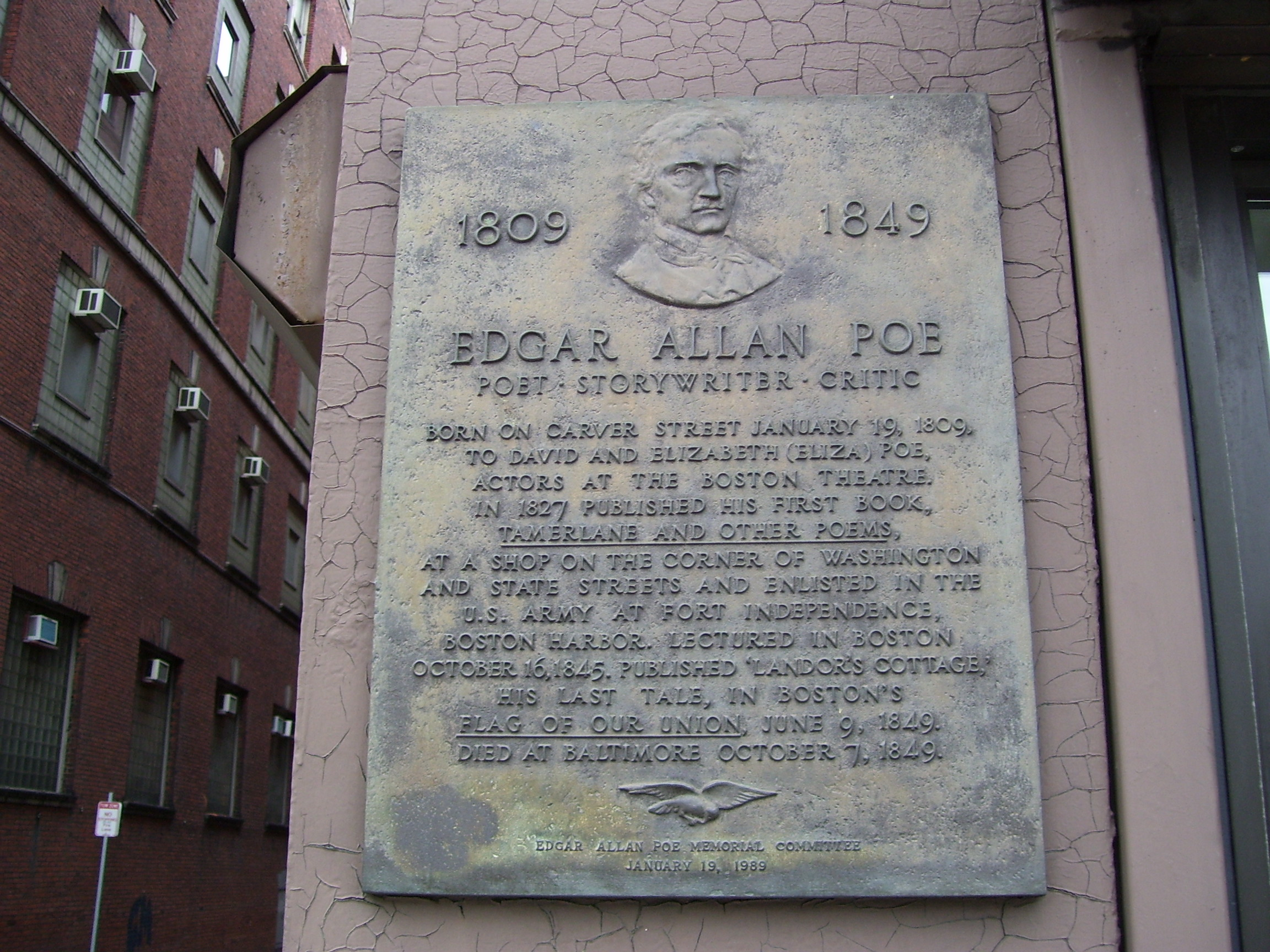
에드거 앨런 포 탄생지로 추정되는 곳에 세워진 명판. 보스턴 소재.

1809년 1월 19일 포는 보스턴에서 영국계 배우 부부 엘리자베스 아놀드 홉킨스 포와 데이비드 포 주니어의 둘째 아이로 태어났다. 손위 형제로 윌리엄 헨리 레너드 포가 있었고 손아래 누이로 로잘리 포가 있었다. 조부 데이비드 포 시니어는 아일랜드 공화국 캐번 주 출신의 이주민이었으며, 1750년 무렵 미국으로 이주했다. 에드거라는 이름은 윌리엄 셰익스피어의 《리어 왕》 등장인물에서 유래한 것으로 보인다. 포 부부가 1809년 그 연극을 공연했기 때문이다. 데이비드 포는 1810년 가정을 버리고 떠났고, 엘리자베스 포도 1년 뒤 폐결핵으로 죽었다. 포는 버지니아주 리치먼드에 살던, 존 앨런이 데리고 갔다. 존 앨런은 스코틀랜드계 상인으로, 담배·의류·밀·묘비·노예에 이르기까지 온갖 물건을 다루는, 성공한 상인이었다. 포는 앨런 집안의 정식 양자로 입양된 적은 없으나, 사실상 앨런 집안은 포에게 양부모의 기능을 했기에 이후 포는 “에드거 앨런 포”가 된다.
앨런 집안과 포는 1812년 성공회 세례를 받았다. 존 앨런은 양아들을 때로는 방치하고 때로는 쥐 잡듯 훈육하며 오락가락했다. 존 앨런과 프란세스 앨런 부부 및 포는 1815년 영국으로 갔다. 포는 존 앨런의 고향인 스코틀랜드 노스에어셔 어빈에서 중등학교를 잠시 다니다가 1816년 런던의 가족들과 합류했다. 포는 런던 첼시 지구에서 1817년까지 기숙학교를 다녔다. 그 뒤 런던 북쪽으로 4 마일(6.4 킬로미터) 교외인 스토크뉴잉턴의 존 브랜스비 목사의 장원학교에 입학했다.
포는 1820년 앨런 부부와 함께 리치먼드로 돌아왔다. 1824년 라파예트 후작이 미국을 방문하자 그 환영식의 청소년 의장대로 참여하기도 했다. 1825년 3월, 존 앨런의 삼촌이자 사업상 후원자인 리치먼드 제일의 갑부 윌리엄 골트가 죽었고, 앨런에게 부동산으로 수 에이커가 유산으로 물려졌다. 땅값은 75만 달러였다. 1825년 여름, 앨런은 2층짜리 벽돌집을 구매하여 부를 과시했고 집 이름을 몰다비아라고 지었다.
포는 1826년 2월 버지니아 대학교에 등록하여 고대 및 근대 언어를 공부했다. 첫사랑 사라 엘마이라 로이스터를 만난 것은 대학 입학 이전으로 생각된다. 개교한 지 얼마 안 된 버지니아 대학교는 창립자 토머스 제퍼슨의 이상을 따르고 있었다. 도박·승마·사격·담배·음주가 모두 엄격히 금지되었는데, 대개 학생들은 이를 무시했다. 제퍼슨은 학생자치제도를 도입하여 학생들이 각자 연구주제를 선택하고 각자 기숙 준비를 하게 했고, 모든 비행을 교수진에게 보고하도록 했다. 이런 시험적인 시스템은 도입 초기였던 만큼 혼란스러웠고, 학교 중퇴자도 많았다. 포는 대학 재학 중에 로이스터와의 연락이 끊어졌고, 도박 빚 때문에 양아버지와의 관계가 소원해졌다. 포는 앨런이 자신에게 충분한 돈을 주지 않아서 등록금·교재비·기숙사 가구비 등을 낼 수 없다고 했다. 앨런은 그래서 돈과 옷을 더 보내주었지만 포의 빚은 더 불어났다. 포는 1년 만에 대학을 중퇴하고 리치먼드로 돌아갔다. 그러나 사랑하던 로이스터가 알렉산더 셸턴이라는 사람과 결혼했다는 소식을 듣자 낙담하여 보스턴으로 훌쩍 떠났는데 이때가 1827년 4월이었다. 포는 점포 계원이나 신문 기고가 같은 낯선 일을 하면서 입에 풀칠했다. 이 시기쯤에 앙리 르 르네(Henri Le Rennet)라는 필명을 사용하기 시작했다.

### 군 경력

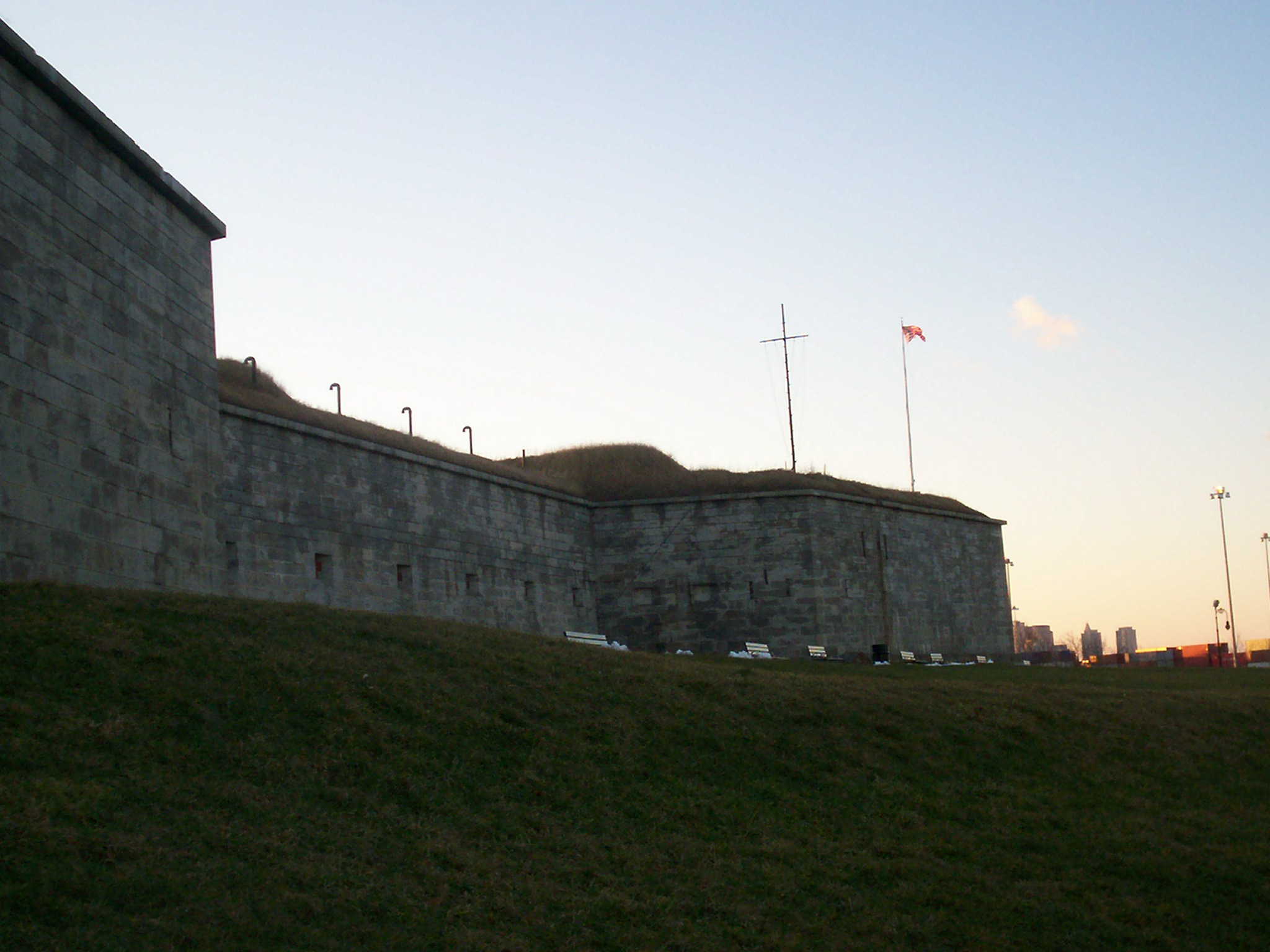
육군에 입대한 포는 보스턴의 인디펜던스 요새에 배치되었다.

먹고 살 길이 없어진 포는 1827년 5월 미국 육군에 사병으로 입대했다. "에드거 A. 페리(Edgar A. Perry)"라는 가짜 이름을 댔으며, 실제로는 18세였지만 22세라고 나이를 속였다. 군에 입대한 포는 보스턴 항을 수비하는 인디펜던스 요새에 배치되었고, 월급 5달러를 받아가며 일했다. 같은 해 포는 첫 번째 책인 40쪽짜리 시집 《타메를란 외 시집》을 ‘보스턴 사람(Bostonian)’이라는 필명으로 발표했다. 시집은 단 50부만 출판되었으며, 세간의 관심은 사실상 전혀 끌지 못했다. 포가 배속된 연대는 찰스턴의 몰트리 요새로 재배치되었고, 1827년 11월 8일 브리그선 월탐 호(Waltham)를 타고 찰스턴으로 옮겨 갔다. 포는 대포 포탄을 준비하는 기술병(artificer)으로 진급해서 월급이 두 배로 올랐다. 2년간 복무한 포는 비장교가 올라갈 수 있는 최고 계급인 포병원사(Sergeant Major for Artillery)까지 승진했고, 5년간 복무한 군을 제대하기로 마음먹었다. 포는 자기 부대의 대장인 하워드(Howard) 중위에게 자기 진짜 이름과 전후 사정을 밝혔다. 하워드는 포에게 양아버지 앨런의 허락이 있으면 포를 전역시켜주겠다고 하고 앨런에게 편지를 썼다. 그러나 앨런은 이를 무시했고, 속절없이 몇 개월 동안 시간이 더 흘렀다. 앨런은 포에게 양어머니 프란세스의 병환마저 알리지 않았다. 프란세스 앨런은 1829년 2월 28일 사망했고, 포는 프란세스가 무덤에 묻히고 하루 뒤에야 찾아올 수 있었다. 아마도 아내의 죽음 탓에 성질이 유해진 것인지 존 앨런은 전역해서 웨스트포인트 육군사관학교에 들어가겠다는 포의 바람을 들어주기로 했다.
마침내 포는 1829년 4월 15일 인수인계까지 끝낸 뒤에 전역했다. 웨스트포인트에 들어가기 전에 포는 잠시 볼티모어로 돌아갔는데, 이때 과부가 된 숙모 마리아 클렘(Maria Clemm)·사촌 여동생 버지니아 엘자 클렘·친형 헨리·병으로 쇠약해진 할머니 엘리자베스 케언스 포(Elizabeth Cairnes Poe) 등 친가족들과 함께 지냈다. 그러는 동안 포는 두 번째 책 《알 아라아프, 타메를란 외 시집》(Al Aaraaf, Tamerlane and Minor Poems)을 1829년 볼티모어에서 출판했다.
웨스트포인트로 간 포는 1830년 7월 1일 사관생도가 되었다. 1830년 10월, 존 앨런은 루이자 패터슨(Louisa Patterson)이라는 여성과 재혼했다. 재혼한 앨런은 친자식들과 관련하여 포와 격렬한 말다툼을 벌였고, 결국 마침내 포를 파양하였다. 포는 웨스트포인트도 때려치우기로 하고 고의로 군법회의에 부쳐지려고 했다. 그리하여 1831년 2월 8일 직무 태만 및 훈련·강의·교회 출석 거부 등의 명령 불복종 혐의로 재판을 받았고, 포는 퇴학되기 위해 일부러 자신의 비행을 부인하지 않았다.
사관학교에서 쫓겨난 포는 1831년 2월 뉴욕으로 가서 3권짜리 시집을 출판했다. 책 제목은 그냥 《시집》(Poems)이었다. 웨스트포인트 시절 동기들이 75센트씩 기부해 줘서 총 170달러가 모였고 이 돈을 책을 내는 자본금으로 삼았다. 동기들은 포가 부대 지휘관들을 비꼬아 쓰던 풍자시들 같은 것을 기대하고 돈을 모아줬던 것 같다. 뉴욕의 엘람 블리스(Elam Bliss)가 출판한 제2판에는 “합중국 군단 사관생도들”에게 바치는 헌정사가 적힌 페이지도 추가되었다. 재판본에는 장편 시 〈타메를란〉과 〈알 아라아프〉가 재수록되었고, 〈헬렌에게〉·〈이스라펠〉·〈바닷 속 도시〉를 비롯하여 그전까지 발표되지 않은 새로운 시 6편도 수록되었다. 포는 1831년 3월 볼티모어로 돌아가 다시 친가족들과 함께 살았다. 형 헨리가 알코올 중독 등의 이유로 건강이 악화하여 1831년 8월 1일에 죽었다.

### 출판 경력
형이 죽은 뒤 포는 더욱 절박하게 작가 경력을 영위하려고 했다. 그러나 포가 살던 시절의 미국 출판업계는 그러기엔 적절한 환경이 아니었다. 포는 오직 집필로만 먹고살려고 한 미국 최초의 전업작가로서, 국제저작권 개념이 부재하던 시대적 한계에 고통받았다. 출판사들은 미국 작가의 글을 돈 주고 팔아주기보다는 역시 영어로 쓰인 영국 작품들을 해적판으로 유통해오곤 했다. 1837년 공황 또한 출판업계에 타격을 입힌 요인 중 하나였다. 이 시기를 전후해서 신기술에 자극받아 미국의 정기간행물들이 폭발적으로 늘어나기는 했지만, 대개는 몇 호 지속하지 못하고 종간되었으며, 출판사들은 글을 투고한 작가에게 고료를 지급하지 않거나 약속한 시기보다 훨씬 늦게 주는 일이 다반사였다. 포는 평생 작가로 살기 위해 노력했지만, 언제나 금전적 지원을 비롯한 여러 도움을 구걸하며 다녀야 했고 이를 매우 수치스러워했다.

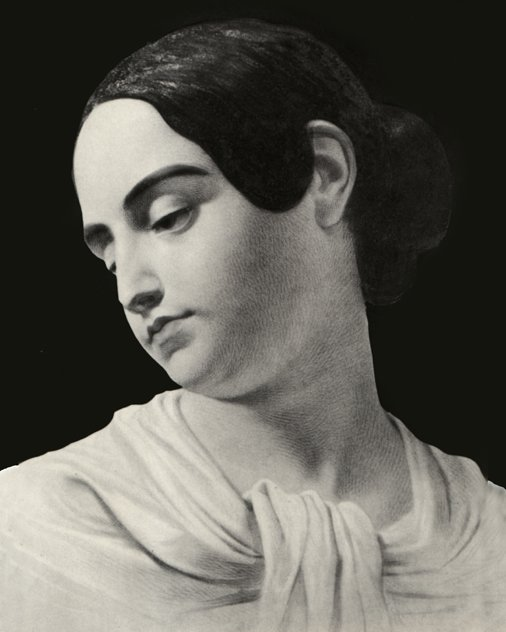
1835년 26세의 포는 13세의 사촌 동생 버지니아 클렘과 결혼했다. 결혼생활은 11년간 지속하였고 버지니아는 24세로 요절했다. 어린 아내의 요절은 포의 문학에 다소의 영향을 주었을 것으로 생각된다.

초기에 시문학에 집중하던 포는 산문문학으로 관심사를 돌렸다. 그는 필라델피아의 출판사를 통해 단편 몇 편을 발표하고, 유일한 희곡인 《정치꾼》을 쓰기 시작했다. 1833년 10월 포는 지역신문 《볼티모어 새터데이 비지터》의 공모전에 단편 소설 〈병 속에서 발견된 원고〉를 투고하여 입상했다. 이 소설은 볼티모어의 자산가 존 펜들턴 케네디의 관심을 끌었다. 케네디는 포가 단편 몇 편을 발표할 수 있도록 도와주고, 그를 버지니아주 리치먼드 시의 문예지 《서던 리터러리 메신저》 주필 토머스 W. 화이트(Thomas W. White)에게 소개해 주었다. 포는 1835년 문예지 부주필이 되었으나, 술을 마시다 걸려 몇 주 만에 해고당했다. 볼티모어로 돌아온 포는 1835년 9월 22일 비밀리에 사촌 동생 버지니아와 결혼했다. 신랑은 26세였고 신부는 13세였으나, 혼인신고서에는 21세라고 거짓으로 기술했다. 화이트에게 열심히 하겠노라 약속하고 복직한 포는 버지니아 모녀와 함께 리치몬드로 이사했다. 포는 1837년 1월까지 《메신저》 지에서 일했으며, 그는 자신이 일하는 동안 발행 부수가 700부에서 3,500부로 늘어났다고 주장했다. 포는 이 잡지를 통해 여러 편의 시·서평·평론·단편 소설을 발표했다. 1836년 5월 16일, 포는 리치먼드에서 버지니아와 두 번째 결혼식을 이번에는 공개적으로 올렸다.
1838년 《낸터킷의 아서 고든 핌의 이야기》를 발표하여 상당히 좋은 평을 받았다. 1839년 여름에는 《버튼스 젠틀맨스 매거진》의 부주필이 되었다. 포는 셀 수 없이 많은 기사·단편 소설·서평을 발표하면서 《메신저》 시절에 쌓아 올린 예리한 평론가라는 명성을 확고히 했다. 1839년에는 2권짜리 단편 소설집 《그로테스크하고 아라베스크한 이야기들》을 발표했으나 이번에는 판매량이 시원찮았고 평도 엇갈렸다. 포는 약 1년 뒤 《버튼스》 지를 떠나 《그레이엄스 매거진》 부주필으로 옮겨갔다.
1840년 6월, 포는 자기 소유의 문예지 《스타일러스》를 창간하겠다는 계획안을 발표했다. 원래 포가 염두에 둔 잡지 이름은 《펜》(The Penn)이었으며, 필라델피아에 거점을 두고 사업을 할 생각이었다. 포는 필라델피아의 석간지 《새터데이 이브닝 포스트》 1840년 6월 6일 자의 광고란 하나를 사서 자신의 계획을 다음과 같이 홍보했다. “에드거 A. 포가 필라델피아 시에서 편집 및 발행할 월간 문예지 ‘펜 매거진’의 계획안.” 그러나 포는 죽기 전까지 이 계획을 실현하지 못했다. 이때쯤 포는 휘그당 당원을 자처하며 타일러 행정부의 공직을 한 자리 얻어보려고 기웃거렸다. 타일러 대통령의 아들 로버트 타일러가 포의 친구 프레더릭 토머스(Frederick Thomas)의 지인이었는데, 포는 로버트의 도움을 빌려 필라델피아 세관에 취직하고자 했다. 그러나 포는 그 건과 관련해 토머스와 상의하기로 한 약속 일자(1842년 9월)에 나오지 못했다. 포는 자기가 아팠다고 했지만, 토머스는 포가 술에 취해서 못 나온 것으로 생각했다. 포는 여러 차례 엽관 청탁을 해서 약속을 받았지만 모든 감투는 번번이 다른 사람들에게 돌아갔다.

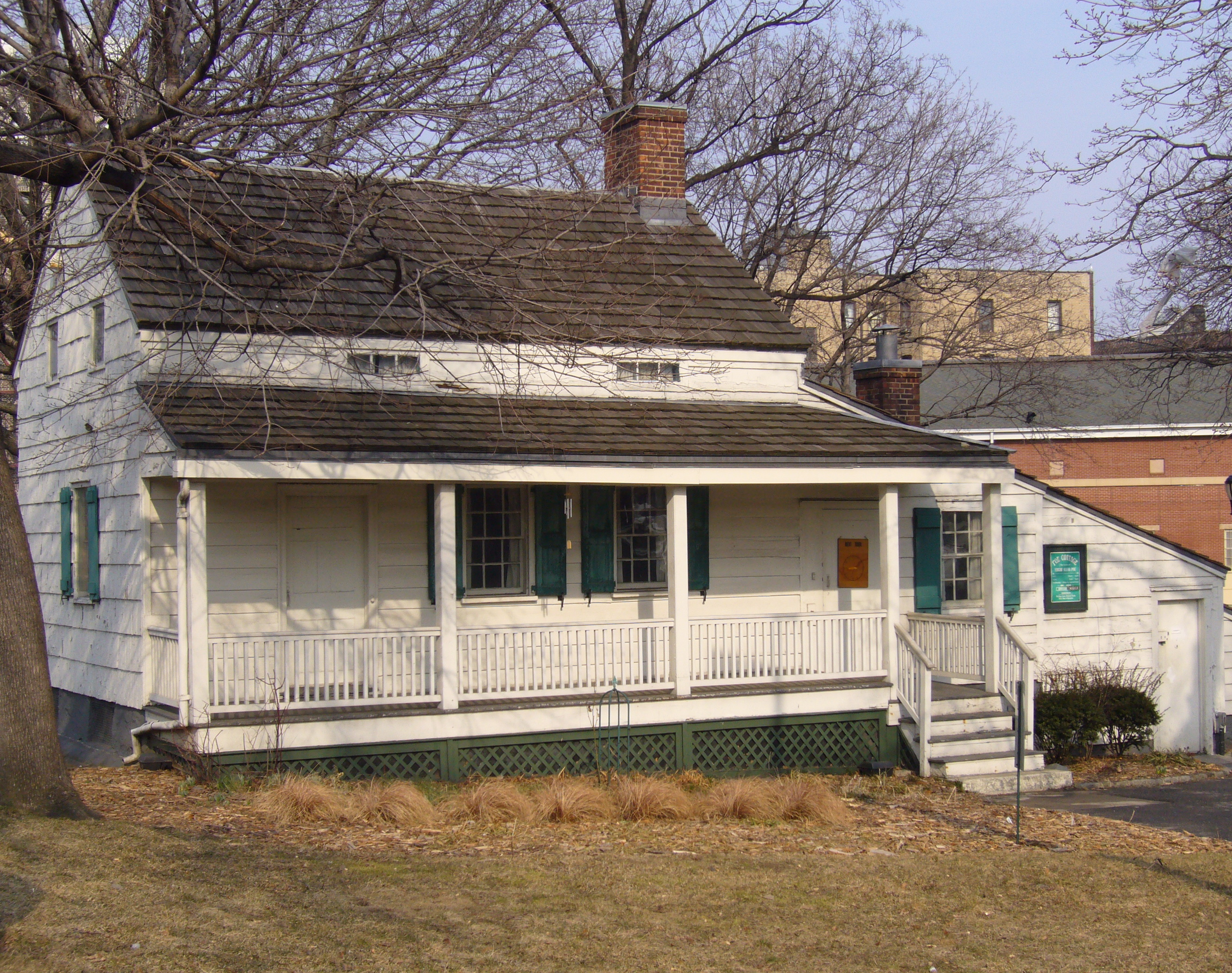
포는 죽기 직전 몇 년 동안 오늘날의 뉴욕 시 브롱크스 구 포드햄 동에 소재한 이 작은 시골집에서 살았다.

1842년 1월의 어느 날 저녁, 버지니아가 피아노를 치면서 노래를 부르다가 돌연 처음으로 폐결핵 증세를 나타냈다. 포는 당시 상황을 그녀의 목 혈관이 터져나갔노라 묘사하였다. 버지니아는 완치되지 못했다. 버지니아의 병환으로 인해 스트레스를 받은 포의 음주량은 점점 늘어났다. 포는 《그레이엄》 지를 떠나 새로운 자리를 찾아다녔고, 여전히 공무원 자리를 청탁하기도 했다. 뉴욕으로 돌아간 포는 《이브닝 미러》 지에서 잠시 일했다가 《브로드웨이 저널》의 주필이 되었고, 나중에는 자영소유주가 되었다. 이때 헨리 워즈워스 롱펠로가 표절을 저질렀다고 비난했으나 롱펠로는 일언반구 대응도 하지 않았고, 포는 다른 작가와 소원해졌다. 1845년 1월 29일, 《이브닝 미러》에 시 〈도래까마귀〉를 발표, 선풍적 인기를 얻는다. 이 시를 발표한 즉시 포는 불멸의 명성을 얻었으나, 그 대가로 받은 고료는 고작 9달러였다. 〈도래까마귀〉는 친휘그당 성향의 잡지 《아메리칸 리뷰: 어 휘그 저널》에 ‘퀄즈(Quarles)’라는 가명으로 동시 게재되었다.
1846년 《브로드웨이 저널》이 폐간했다. 포는 뉴욕 시 포드햄(오늘날의 브롱크스 구 포드햄 동)의 한 시골집으로 이사갔다. 이 집은 오늘날 "포의 시골집"으로 불리고 있으며, 그랜드콩코스와 킹스브리지 로(Kingsbridge Road) 동남쪽 구석에 위치해 있다. 이 집에 살면서 포는 근교의 세인트존스 대학(오늘날의 포드햄 대학교)의 예수회의 원조사업을 빌어먹었다. 1847년 1월 30일, 버지니아가 이 집에서 죽었다. 전기작가와 평론가들은 포의 작품들에서 반복적으로 나타나는 “아름다운 여성의 죽음”이라는 주제가 아내와의 사별을 포함한, 인생 내내 반복된 여인을 잃은 경험들에 그 뿌리를 둔 것이 아닌가 추측하곤 한다.
아내가 죽은 뒤 포의 상태는 더욱 불안정해졌다. 포는 로드아일랜드주 프로비던스 시에 살던 시인 사라 헬렌 휘트먼에게 구애했다. 그러나 두 사람의 관계는 지속하지 못했다. 대개 그 원인이 포의 폭음과 기행이 원인이었다고들 알려졌으나, 또한 동시에 휘트먼의 어머니가 개입하여 둘의 관계를 심각하게 훼방 놓았다는 상당한 증거가 존재한다. 그러자 포는 리치먼드로 돌아갔고, 어렸을 적 첫사랑인 사라 엘미라 로이스터를 다시 만났다.

## 사망

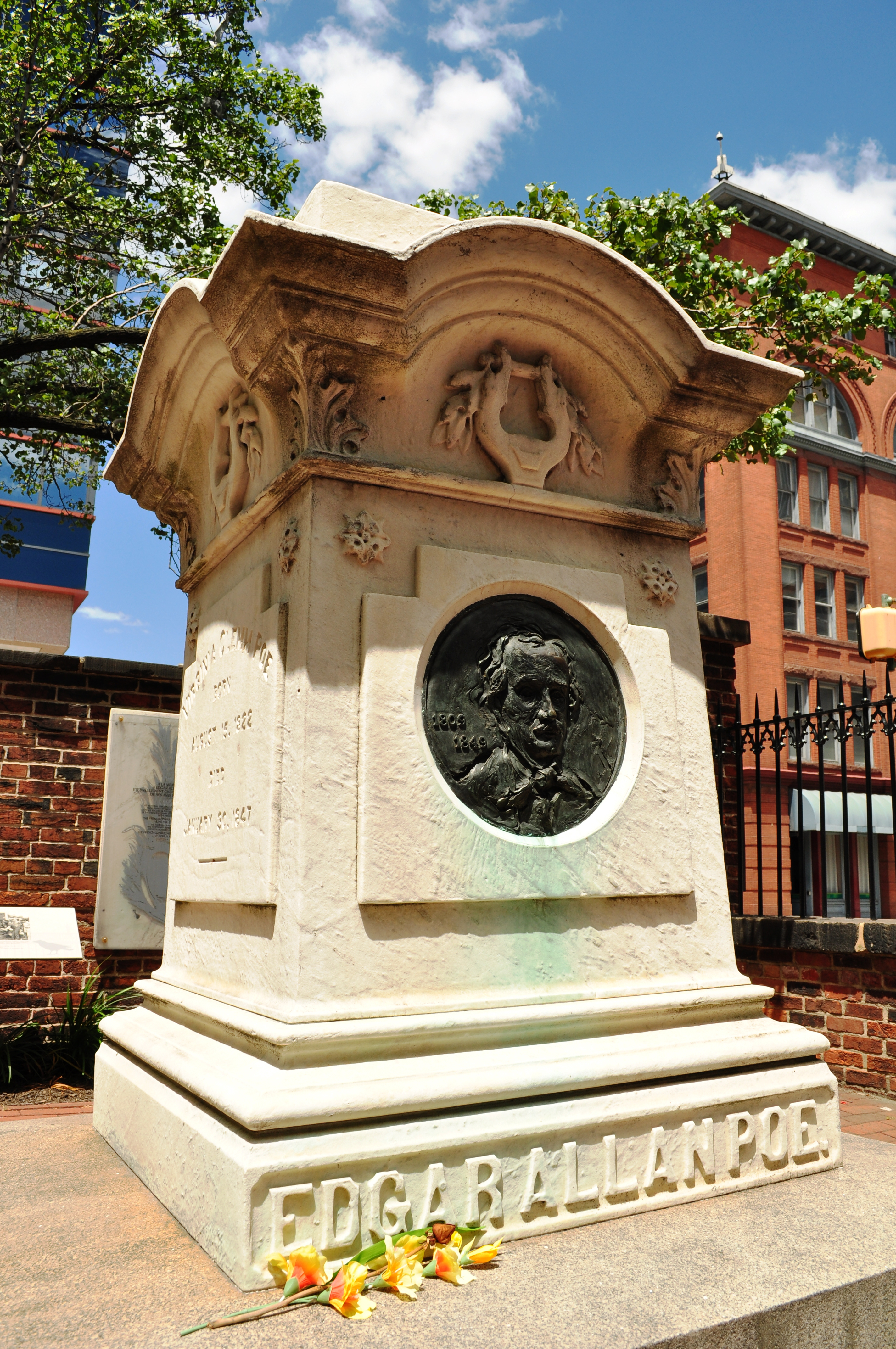
에드거 앨런 포는 메릴랜드주 볼티모어 시 웨스트민스터 홀 묘지(위도 북위 39.29027; 경도 서경 76.62333)에 묻혔다. 포의 죽음의 원인과 그 전후 사정은 아직까지 수수께끼로 남아 있다.

1849년 10월 3일, 포는 볼티모어 길거리에서 인사불성이 된 상태로 발견되었다. 그를 처음 발견한 것은 조지프 W. 워커(Joseph W. Walker)라는 남자였다. 워커의 증언에 따르면 포는 심각하게 고통스러워 하고 있었으며, 즉각적인 도움이 필요해 보였다. 포는 워싱턴 의대병원으로 실려갔고, 1849년 10월 7일 일요일 오전 5시 정각에 사망했다. 향년 40세. 포는 죽을 때까지 제정신을 회복하지 못했기 때문에 어쩌다가 그렇게 위독한 지경이 되었는지 설명하지 못했다. 게다가 이상하게도 발견되었을 당시 입고 있던 옷은 자기 옷이 아니었고, 포의 사망증명서를 비롯한 모든 관련 의료기록들은 어디론가 사라졌다. 포는 죽기 전날 밤 “레이놀즈(Reynolds)”라는 이름을 여러 차례 소리쳐 불렀는데, 이것이 누구를 가리킨 것인지도 알 수 없다. 일부 출처에 따르면 포의 마지막 유언은 “주여 제 불쌍한 영혼을 도우소서(Lord help my poor soul)”였다.
당시 신문들은 포의 죽음을 뇌출혈 또는 뇌염 때문이라고 보도했는데, 이는 실제 질환이 그랬다기보다 알코올 중독사 같은 점잖지 못한 죽음을 에둘러 말하는 완곡어법이었다. 하여 포의 실제 사망 원인이 무엇인지는 아직도 미스터리로 남아 있다. 진전섬망·심장병·간질·매독·수막염·콜레라·광견병 등의 추측이 난무하지만 확실한 것은 없다. 일각에서는 당시 유행하던 "쿠핑(cooping)"이라는 부정선거행위가 포의 사망 원인이라고 추측하기도 한다. 쿠핑이란 부정선거자에게 고용된 깡패들이 행려자를 붙잡아 술을 먹이는 등 인사불성으로 만들고 옷을 갈아입혀 가며 여기저기 끌고 다니면서 억지로 투표를 시키는 짓으로서, 만일 끌려다니는 사람이 저항할 경우 구타를 당하거나 구타 끝에 맞아 죽는 수도 있었다. 포가 쿠핑의 희생자라는 추측은 1872년부터 제기된 상당히 유서 깊은 가설이다.

### 그리즈월드의 〈회상록〉
포의 시신이 묻히던 날, 루드비히(Ludwig)라는 이름의 기자가 작성한 긴 부고 기사가 《뉴욕 트리뷴》 지에 올라왔다. 곧 이 기사는 미국 전역으로 기사는 다음과 같은 말로 시작한다. "에드거 앨런 포 사망. 이틀 전 볼티모어에서 죽었다. 이 소식은 많은 이들을 놀라게 하겠지만 슬퍼할 이는 거의 없을 것이다." 루드비히 기자의 정체는 곧 루푸스 윌머트 그리즈월드로 밝혀졌다. 평론가이자 문집 편집자였던 그리즈월드는 1842년부터 포에게 앙심을 품고 있었고, 우여곡절 끝에 포의 유고를 관리하게 된 그는 이제는 죽어서 말이 없는 옛 정적의 명성을 훼손시키려 애썼다.
1850년 그리즈월드는 포의 유고집을 발간하면서 〈작가를 회상하며〉(Memoir of the Author) 라는 제목의 포에 대한 글을 써서 그 안에 수록했다. 그는 이 글에서 포를 타락한 술주정뱅이에 마약에 찌든 광인으로 묘사했으며, 포가 쓴 편지들을 그 증거랍시고 함께 수록해 놓았다. 그의 주장들 상당수는 거짓이거나 절반의 진실을 왜곡한 것이었다. 예컨대 포가 마약중독자가 아니었음이 오늘날에는 밝혀져 있다. 포를 잘 알던 사람들은 그리즈월드의 글을 맹렬히 비난했으나, 그리즈월드가 편집해서 출판한 책은 널리 팔리고 읽혔다. 이것은 그리즈월드의 글이 당시 존재하던 포에 관한 유일한 전기물이었던 탓이기도 했으며, 또한 독자들이 자신들이 "사악한" 인간의 글을 읽는다는 생각에 스릴감을 느꼈기에 이런 내용 자체가 인기를 끌어 그것이 수요로서 존재했기 때문이기도 했다. 그리즈월드가 포를 비난하기 위해 제시한 "편지"들은 나중에 조작된 것들임이 밝혀졌다.

## 문체와 주제

### 장르
포의 가장 널리 알려진 작품들은 고딕물으로, 이러한 장르 선택은 당대 대중의 수요에 맞추는 면도 있었다. 포의 작품들에서 가장 빈번하게 반복되는 주제는 물리적인 사망 징후·시체가 부패하는 효과·생매장에 대한 경계·망자의 부활·애도 행위 등 죽음에 대한 의문이다. 포의 작품들 대부분은 대개 초월주의에 대한 반발적 사조인 암흑낭만주의의 산물이라고 판단된다. 포는 초월주의를 끔찍하게 싫어했다. 포는 초월주의의 추종자들을 보스턴 커먼의 연못 이름을 빗대 "개구리연못주의자(Frog-Pondians)"라고 불렀으며, 초월주의 작품들을 “모호함을 위한 모호함(obscurity for obscurity's sake)”, “신비주의를 위한 신비주의(mysticism for mysticism's sake)”에 빠져 있는 “메타포로 작동하는 미친 짓(metaphor—run mad)”이라고 조롱했다. 포는 토머스 홀리 치버스에게 보낸 편지에서 초월주의자들 중에는 겉치레꾼과 궤변론자밖에 없다며 그들에 대한 반감을 표현하기도 했다.
포는 공포물로 유명하지만, 그 외에 풍자·유머·지적 사기 같은 것들도 썼다. 희극적 효과를 위해 포는 아이러니와 지나친 무절제를 사용하였고, 많은 경우 이는 독자를 문화적 순응에서 해방하고자 하는 시도였다. 포가 처음 발표한 단편 소설 〈메첸게르슈타인〉의 공포물에 대한 첫 시도는 본래 통속장르에 대한 해학적 풍자를 의도한 것이었다. 또 한편으로 열기구 같은 신기술에 대한 반응으로 〈열기구 보고서〉 같은 지적 사기성 기사를 쓰기도 했는데 이는 SF의 한 면을 보여준다고 할 수 있다.
포가 쓴 작품 대부분은 대중독자들의 취향을 명확하게 그 목표로 삼고 있다. 그런 탓에 포의 소설에는 골상학이나 관상학 같은, 당대에 유행한 사이비 과학적 요소가 포함되기도 했다.

### 문학이론
포의 저술은 그 자신의 문학이론을 반영한다. 포는 자신의 평론들과 〈시의 원리〉 같은 소논문을 통해 자신의 문학이론을 제시하려고 했다. 포는 교훈주의와 알레고리를 혐오하면서도, 문학에 담긴 의미는 그 표층 아래에 머물러있어야 한다고 생각했다. 포에 따르면 명백한 의미를 드러내는 작품은 예술이기를 그만둔 것이다. 포는 좋은 작품이란 간략해야 하고 특정한 효과에 집중해야 한다고 보았으며, 작가란 그 목적을 달하기 위하여 모든 감상과 사고를 세심하게 계산해야 한다고 생각했다.
〈도래까마귀〉를 쓴 방법을 설명한 소논문 〈작법 이론서〉에서 포는 자신이 이러한 방법을 엄격하게 준수했다고 주장했다. 다만 포가 정말 이런 체계를 따랐는지는 의문의 여지가 있다. 토머스 스턴스 엘리엇은 “포가 자신의 시를 정말 그렇게 계산해가면서 썼을지 비추어보지 않으면서 그 소논문을 읽기는 어려운 일이다. 결과물이 그 방법론의 덕을 본 것은 거의 미미하다는 것은 포에게 약간의 고통을 더했을지도 모른다”라고 했다. 전기작가 조지프 우드 크러치(Joseph Wood Krutch)는 〈작법 이론서〉를 “예술의 합리화 측면에서 상당히 기발한 시도”라고 설명했다.

## 포의 유산

### 문학적 영향

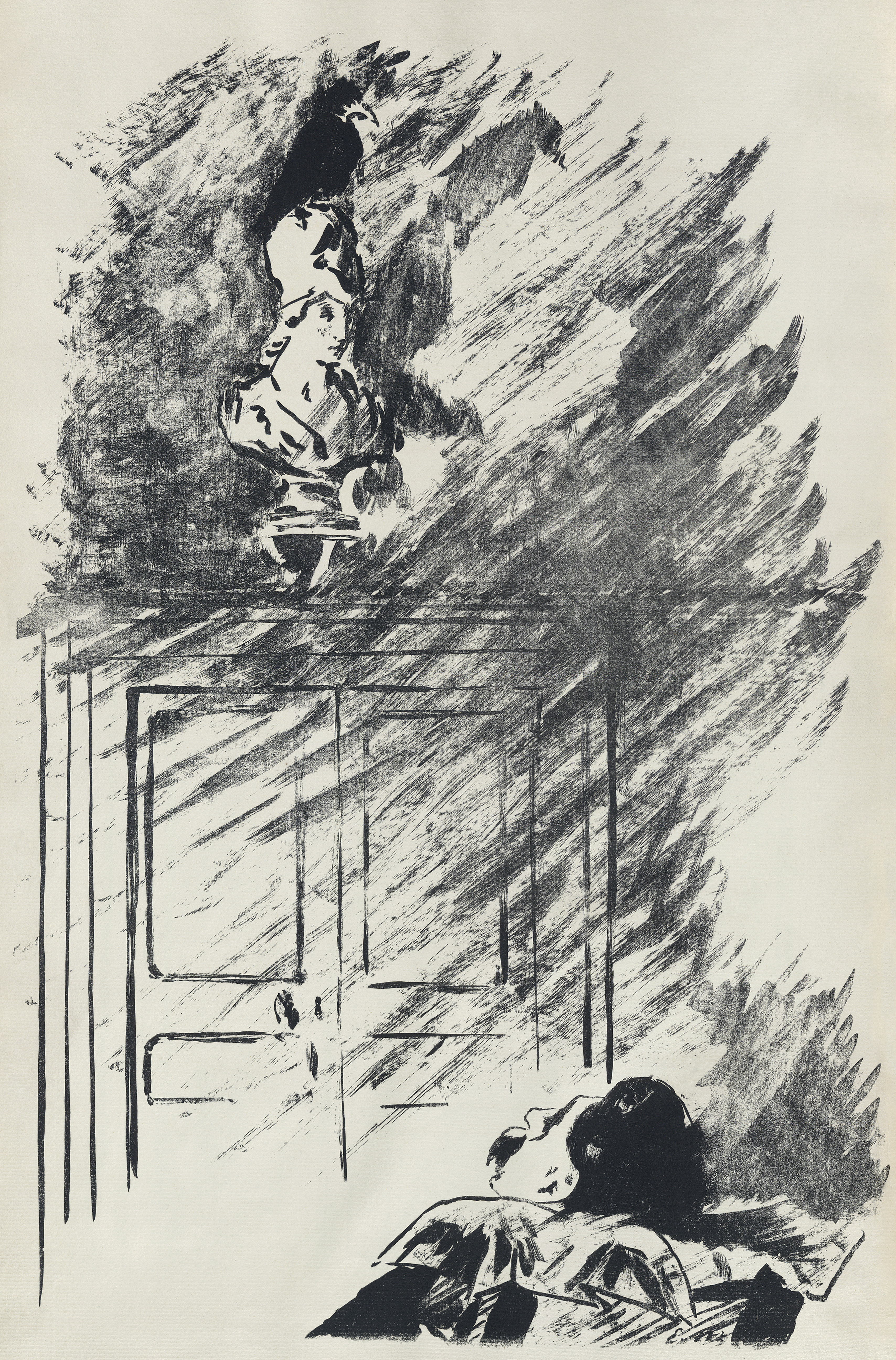
프랑스 인상파 화가 에두아르 마네가 그린 〈도래까마귀〉 삽화. 1875년 그림.

생전의 포는 작가보다는 문학평론가로 유명했다. 동료 평론가 제임스 러셀 로웰은 포를 "가장 안목 있고 철학적이며 두려움 없는 평론가"라고 불렀으며, 그가 잉크 대신 청산으로 글을 쓸 때도 있다는 식으로 과장된 수사까지 사용하여 극찬했다. 포는 신랄한 서평 덕분에 "토마호크 맨(tomahawk man)"이라는 별명도 얻었다. 포의 주요 비판 대상은 당대 보스턴의 저명한 시인이었던 헨리 워즈워스 롱펠로였다. 문학계의 다른 이들은 롱펠로를 변호했고 이런 다툼은 후에 "롱펠로 전쟁"이라고도 불리게 된다. 포는 롱펠로를 '교훈주의에 빠진 이단아'라 부르며, 그의 시는 사람을 가르치려고 들고 독창적이지도 않은데다 그 주제는 남의 것을 표절한 것이라고 비난했다. 포는 롱펠로의 명성과 실력이 퇴조하리라는 것을 정확히 예측하면서 "현재의 우리가 그에게 고상한 지위를 주었지만, 미래는 그것을 부정할 것이다."라고 마무리 지었다.
포는 미국보다는 유럽에서 소설가로서 명성을 얻었으며, 유럽에서 저명해진 19세기 최초의 미국 작가 중 한 명이었다. 특히 프랑스에서는 샤를 보들레르가 몸소 포를 번역한 덕에 포가 매우 높은 평가를 받았다. 보들레르의 프랑스어 번역본은 유럽에서 읽히는 포 작품들의 정본이 되었다. 보들레르는 에드거 앨런 포의 작품을 읽고 "내가 쓰고 싶었던 모든 것이 그의 작품 속에 들어 있다."고 그를 극찬하였다.
슈발리에 오귀스트 뒤팽이 등장하는 포의 추리소설들은 미래의 추리물들이 설 자리를 마련했다. 아서 코난 도일은 포의 단편 추리소설들 각각이 하나씩의 문학 갈래 전체의 뿌리가 되었다고 평가하며 도일은 “포가 숨결을 불어넣기 전에 추리물은 어디에 존재했는가?”라고 경탄한다. 전미 미스터리 작가상은 추리 장르에 대해 시상하는 상 이름을 "에드거 상"이라고 하여 포를 기념하고 있다. 또한 포는 SF에도 영향을 미쳤다. 쥘 베른은 포의 유일한 장편소설 《낸터킷의 아서 고든 핌의 이야기》의 속편이라는 설정으로 《남극의 미스터리》, 또는 《빙원의 스핑크스》를 쓰기도 했다. 허버트 조지 웰즈는 《아서 고든 핌》을 더러 “한 세기 전의 매우 지적인 영혼이 남극에 대해 상상할 수 있던 바를 말해준다.”라고 평했다.
다른 유명한 작가가 그러하듯이, 포의 작품들 역시 모방자들이 나타났다. 한때는 모방자들 사이에서 자기네가 영능력자 또는 투시 능력자이며, 포의 귀신과 접신해서 시를 쓴다고 주장하는 게 유행이었다. 이런 주장을 하는 자들 중 가장 유명한 자는 리지 도턴(Lizzie Doten)으로, 그녀는 1863년 《영적 삶에서 끌어낸 시들》(Poems from the Inner Life)이라는 시집을 출간하면서 포의 귀신이 새로 지은 시를 자기에게 전해주었노라 주장했다. 수록된 시들은 포의 〈종〉 따위 유명한 시들을 재작업한 것들이었는데, 뜻밖에 참신하고 괜찮은 면이 있었다.

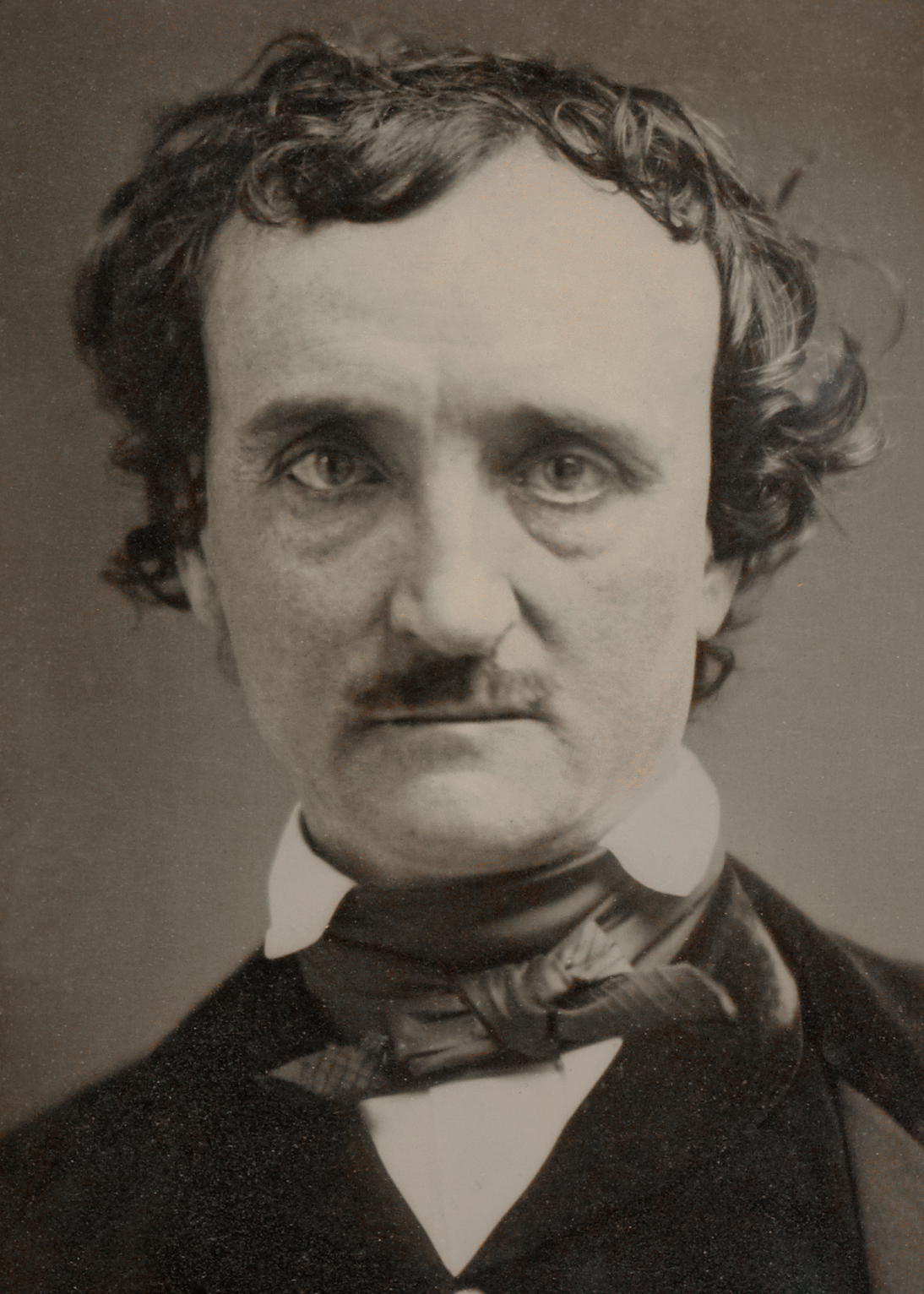
죽기 직전인 1849년 6월 촬영한 다게레오타이프.

하지만 포가 찬양만 받은 것은 아니다. 이것은 부분적으로 포라는 자연인에 대한 불호감에 기인하는 바가 있다. 윌리엄 버틀러 예이츠는 종종 포를 비판하면서 그를 “속류적(vulgar)”이라고 했다. 포가 끔찍하게 싫어한 초월주의 사조의 거두 랄프 왈도 에머슨은 포의 〈도래까마귀〉에 대해서 “나는 거기서 아무것도 읽어내지 못하겠다.”라고 시큰둥하게 반응했으며, 포를 “딸랑이(the jingle man)”라고 낮잡아 불렀다. 올더스 헉슬리는 포의 작품들은 지나치게 시적이기 때문에 천박하며, 마치 열 손가락 모두 다이아몬드 반지를 낀 것과 같다고 평했다.
전술했다시피 포의 첫 번째 책 《타메를란 외 시집》은 단 50부만 발행되었으며, 그 중 오늘날까지 보존된 것은 12부 정도로 추측된다. 2009년 12월 뉴욕 크리스티스 경매에 그중 한 부가 입찰되어 662,500달러에 낙찰되었다. 미국 문학 작품에 대한 가격으로는 역대 최고기록가였다.

### 물리우주론
1848년에 쓴 소논문 《유레카: 산문시》에는 대폭발우주론이 나오기 80여 년 전에 그 원리를 암시하는 내용이 실려 있으며, 올베르스의 역설에 대한 최초의 타당한 설명도 나와 있다.
포는 《유레카》에서 과학적 방법론을 삼가고, 대신 순수한 직관을 통해 글을 썼다. 때문에 포는 《유레카》를 문학작품이지 과학책이 아니라고 보았다. 그러나 그러면서도 거기에 쓰인 내용들은 사실이라고 우겼으며, 이것이야말로 자기 경력의 평생 걸작이라고 생각했다. 물론 올베르스 역설의 해결 같이 현대과학의 기준으로 맞는 것들도 있지만, 다른 부분들에서 《유레카》는 과학적 오류로 가득 차 있다. 특히 포의 생각은 운명과 행성의 회전에 관해 논하면서 뉴턴의 운동법칙을 무시하고 있다.

### 암호학
포는 암호학에 상당히 예리한 관심을 가지고 있었다. 그는 필라델피아 신문 《알렉산더스 위클리 (익스프레스) 메신저》에 자기 능력에 대해 게시하고 암호를 받아 풀어내기도 했다. 1841년 7월, 포는 《그레이엄스 매거진》에 〈비밀기호에 대한 몇 가지 말〉("A Few Words on Secret Writing")이라는 소논문을 투고했다. 이 주제에 관한 대중의 관심이 생긴 것을 기회로 삼아 포는 암호 해독이 이야기의 핵심 요소를 차지하는 〈황금충〉을 썼다. 포의 암호해독에 관한 성공은 잡지 및 신문 문화에 대한 지식 덕분이었지 암호학에 대해 깊은 조예가 있었다고는 할 수 없었다(실제로 포의 암호해독은 단순한 치환 암호로만 한정되어 있다). 그래도 포가 예리한 분석적 능력의 소유자였음은 그의 추리소설들을 보면 분명히 알 수 있다. 단순한 치환 암호였지마는 일반 대중들은 그마저도 잘 알지 못했고, 포는 이 점을 잘 이용했다. 포의 암호해독 놀이로 인해 발생한 암호에 대한 세간의 관심은 신문과 잡지들에 암호 관련 내용이 대중화되는 데 이바지했다.
포는 단순히 암호학을 대중화하는 정도의 영향만 끼친 것은 아니었다. 미국의 선구적 암호학자 윌리엄 프리드먼은 포에게 강한 영향을 받았다. 프리드먼은 어렸을 때 〈황금충〉을 읽고 암호에 관해 처음 관심을 가지게 되었으며, 어른이 되어서 제2차 세계 대전 때 일본 제국의 97식 구문인자기를 해독하는 데 일익을 담당했다.

## 대중문화와 포

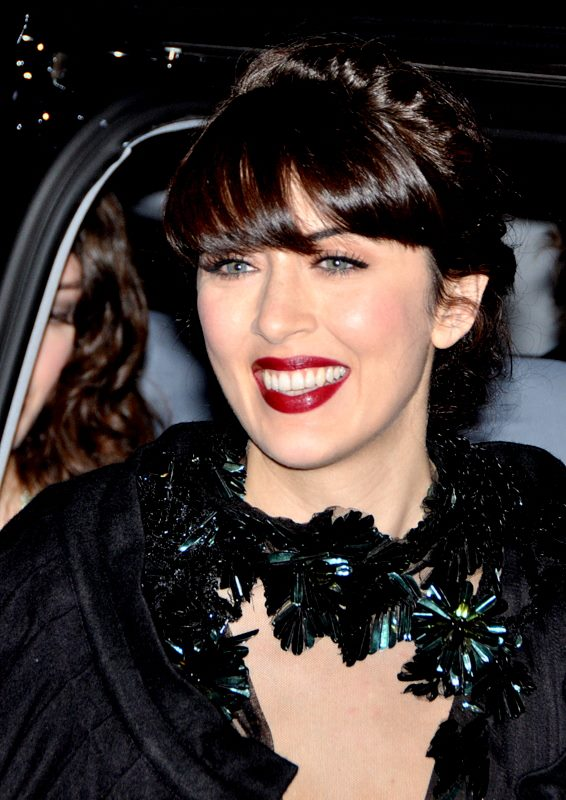
놀웬 르루아

실존 인물 에드거 앨런 포를 창작물의 등장인물로 등장시키는 경우가 많다. 이때 포는 대개 “미쳐버린 천재” 또는 “고통받는 예술가” 유형의 인물로 그려지며, 일생 동안의 고통이 내용 전개의 소재가 된다. 또 포의 작품 속의 등장인물들과 작가 포를 혼합하여, 포 본인과 포가 창조한 인물들이 정체성을 공유한다고 주장하기도 한다. 포를 미스터리를 파헤치는 문제 해결 능력의 소유자로 묘사하는 경우도 많은데, 대표적인 경우로 매튜 펄의 《포의 그림자》 등이 있다. 프랑스 싱어송라이터 놀웬 르루아(Nolwenn Leroy) 은 2017년 자신의 앨범 Gemme에 에드거 앨런 포 "A Dream"와 "The Lake"의 시를 음악으로 설정했다.

### 생가 및 박물관
포가 어렸을 적 살던 집들 중 아직까지 남아있는 집은 없다. 앨런 가족에게 입양되었을 적 살았던 몰다비아 저택도 남아있지 않다. 가장 오래된 포 생가는 리치먼드의 올드 스톤 하우스로, 현재 에드거 앨런 포 박물관으로 사용되고 있다. 하지만 포는 리치먼드의 이 집에 산 적은 한 번도 없다. 박물관 소장품으로는 포가 앨런 가족들과 함께 살던 시절 사용했던 물건들과 포의 희귀한 초판본들 몇 점이 있다. 포가 1826년 버지니아 대학교를 중퇴하기 전에 살았을 것으로 추측되는 기숙사 방도 보존되어 있어서 방문이 가능하다. 유지비는 학생단체 까마귀단이 담당하고 있다.

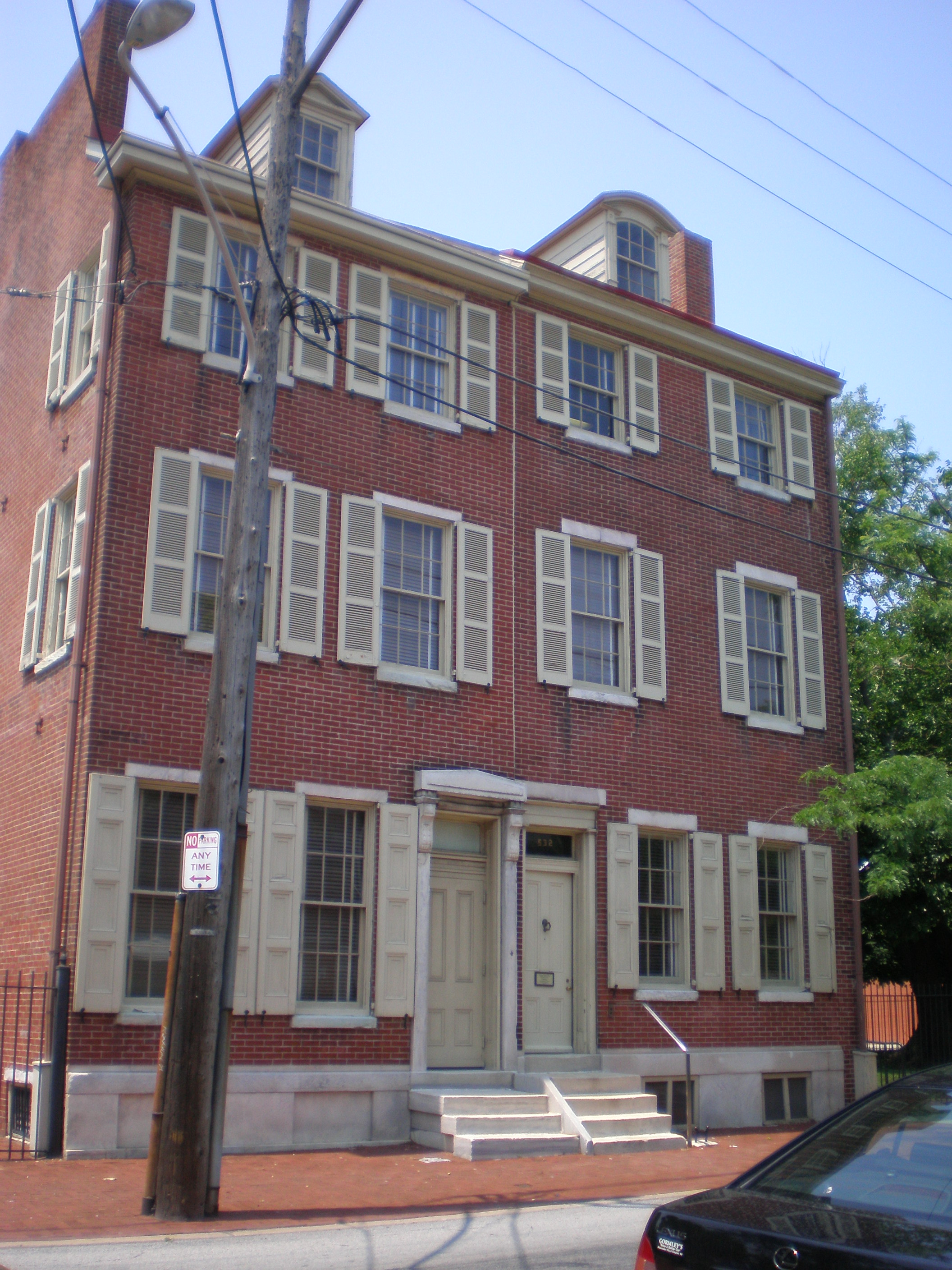
필라델피아의 에드거 앨런 포 국립사적지는 포의 생가들 중 하나이다.

현재까지 남아있는, 포가 살았던 적이 있는 집들 중 가장 오래된 집은 볼티모어에 있으며, 현재 에드거 앨런 포 생가 및 박물관으로 사용 중이다. 포는 23세 때 이 집에서 미래의 아내와 장모인 클렘 모녀와 처음 함께 살았었다(친할머니 엘리자베스 포와 형 헨리 포도 함께 살았다). 생가는 공개되어 있으며 볼티모어 에드거 앨런 포 학회의 본부로도 사용되고 있다. 포가 버지니아 클렘과 결혼한 뒤 필라델피아에서 클렘 모녀와 함께 살던 시절 빌려 살던 집들 중 남아있는 집은 한 채 뿐이다. 포가 1843년에서 1844년 사이에 살았던 스프링가든(Spring Garden) 집은 현재 에드거 앨런 포 국립사적지로 지정되어 보존되고 있다. 포가 살았던 최후의 집도 뉴욕 시 브롱크스 구의 에드거 앨런 포의 시골집으로 보존 중이다.
포의 출생지인 보스턴에서는 포의 실제 출생장소에서 몇 블록 떨어진 보일스턴 가(Boylston Street)에 기념명패가 존재한다. 포가 태어난 카버 가(Carver Street) 62번지 집은 현재 존재하지 않으며, 동네 이름도 "남부 찰스 가(Charles Street South)"로 개칭되었다. 카버 가와 파예트 브로드웨이가 교차하는 지점의 광장이 한때 포를 기념해 명명된 적이 있었으나, 동네 이름 자체가 바뀌면서 함께 사라지게 되었다. 그리하여 2009년 포의 출생 장소에서 북쪽으로 두 블록 떨어진 찰스 가와 보일스턴 가의 교차지점이 새로이 "에드거 앨런 포 광장(Edgar Allan Poe Square)으로 지정되었다. 2014년 3월에는 이 장소에 영구 기념상을 세우기 위한 기금 조성이 완료되었다. 공모전 결과 스테파니 록낵(Stefanie Rocknak)의 설계가 입상하여 조각상이 세워졌다. 록낵이 설계한 조각상의 포는 도래까마귀 한 마리와 함께 바람을 맞고 있으며, 포의 열린 가방에서 종이 더미들이 쏟아지는 모양을 하고 있다. 조각상 제막식은 2014년 10월 5일에 거행되었으며, 전직 미국 계관시인 로버트 핀스키가 참석했다.
그 외에 포와 관련된 랜드마크로는 어퍼웨스트사이드의 건물 한 채가 있다. 포가 뉴욕으로 이사온 직후 잠깐 여기 살았었다. 건물 명패는 포가 여기 살면서 〈도래까마귀〉를 썼다는 주장이 담겨 있다. 전설에 따르면 포가 변사체로 발견되기 전 마지막으로 술을 마시던 것이 목격된 선술집이 볼티모어 펠스포인트에 여전히 영업 중이라고 한다. 이 주점의 현재 간판은 "The Horse You Came In On"이며, "에드거"라는 이름의 유령이 그 위의 방들을 떠돌아다닌다는 지역 민담이 전승되고 있다.

### 포의 건배자

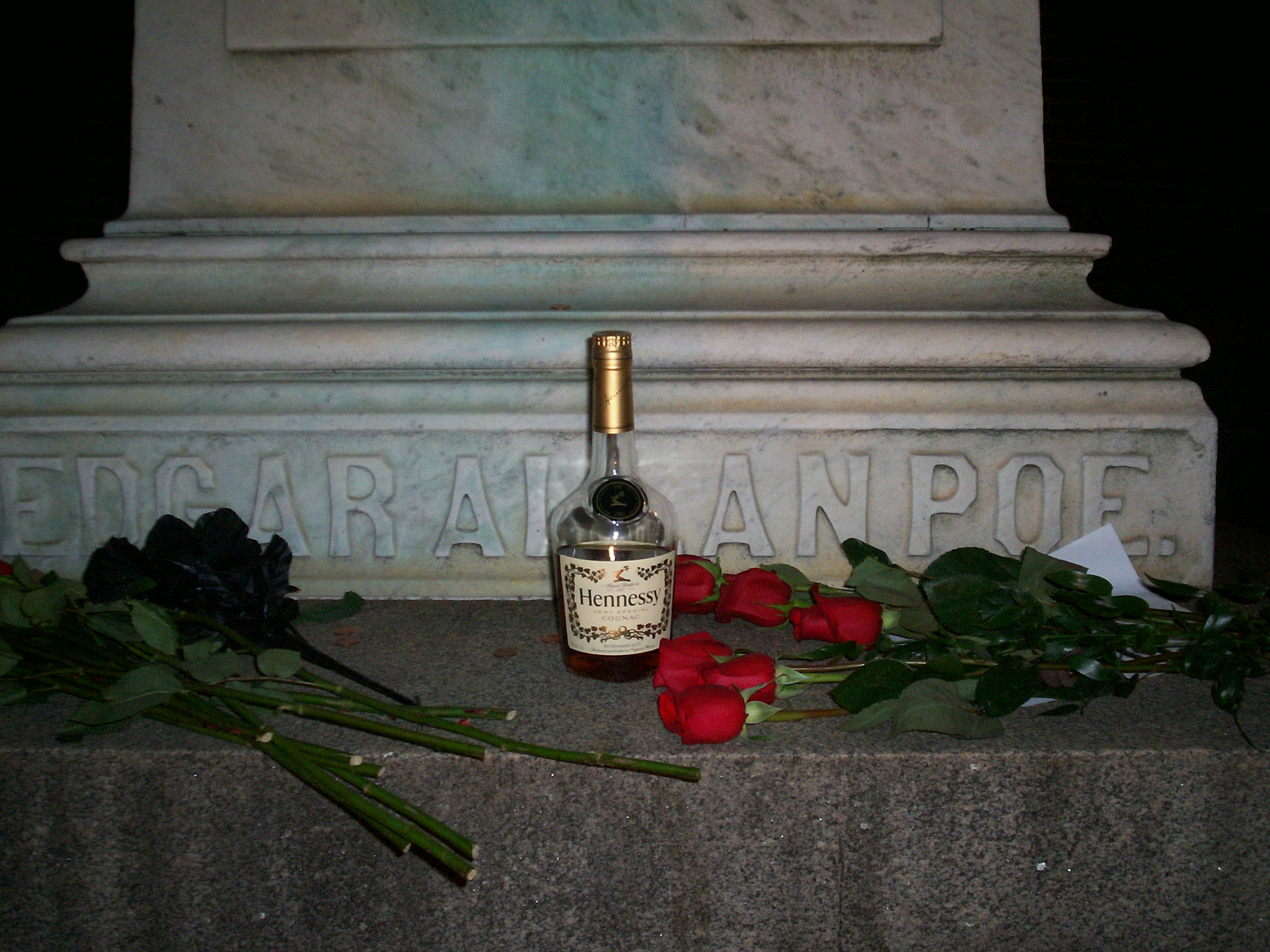
2008년 1월 19일 포의 무덤에 바쳐진 코냑 병. 다만 진짜 "포의 건배자"가 아닌 모방자의 것으로 추정된다.

예나 지금이나 포의 죽음은 미스터리의 대상으로 남아 있는데, 1949년 이래로 매년 포의 무덤에 참배를 온 소위 "포의 건배자(Poe Toaster)"라는 정체불명의 인물이 오늘날에도 미스터리한 분위기를 더해주고 있다. 참배가 거의 80년 가까이 이어진 것으로 보아 "포의 건배자"는 단일한 인물이 아니라 여러 명의 집단행동인 것으로 생각되지만, 그래도 그들이 하는 행동은 언제나 똑같다. 포의 생일인 매년 1월 19일 새벽, 포의 무덤에 코냑 한 병과 장미 세 송이를 놓고 가는 것이 바로 그것이다.
2007년 8월 15일, 포의 매장지인 볼티모어 웨스티민스터 교회에서 일하던 역사학자 샘 포르포라(Sam Porpora)가 자신이 이 전통을 처음 시작한 사람이라고 주장하고 나섰다. 포르포라는 1949년에 "포의 건배"를 처음 시작한 것은 교회의 인지도를 높여서 기부금을 더 많이 받기 위해서였다고 말했다. 그러나 그의 주장은 완전한 진실이라고 검증되지 않았으며, 그의 발언 중 일부 세부사항은 사실관계가 불확실하다. 포의 건배자는 포의 탄생 200주기인 2009년 1월 19일에도 어김없이 나타났다. 그러나 이듬해인 2010년 포의 건배자는 모습을 나타내지 않았다. 1976년 이래로 포의 무덤 참배를 모두 지켜보았다는 제프 제름(Jeff Jerome)은 만일 건배자가 전통을 끝내고자 마음먹었다면, 2009년 포 탄생 200주기를 마지막으로 삼은 것은 그럴싸한 일이라고 말했다. 그 뒤로 포의 건배자는 더 이상 나타나지 않았고, 많은 사람들은 "포의 건배"가 75년만에 끝났다고 생각하고 있다. 사실 집단행동임을, 장미꽃의 개수로 알 수 있는 점이 있는데 매 해 개수가 달라지는 것을 보고 알 수 있다.

## 주요 작품 목록
시
- 〈알 알라아프〉("Al Aaraaf")
- 〈애너벨 리〉("Annabel Lee")
- 〈종〉("The Bells")
- 〈바다 속 도시〉("The City in the Sea")
- 〈정복자 구더기〉("The Conqueror Worm")
- 〈몽중몽〉("A Dream Within a Dream")
- 〈엘도라도〉("Eldorado")
- 〈율랄리〉("Eulalie")
- 〈귀신들린 궁전〉("The Haunted Palace")
- 〈헬렌에게〉("To Helen")
- 〈레노르〉("Lenore")
- 〈타메를란〉("Tamerlane")
- 〈도래까마귀〉("The Raven")
- 〈울랄룸〉("Ulalume")

단편 소설
- 〈검은 고양이〉("The Black Cat")
- 〈아몬틸라도의 술통〉("The Cask of Amontillado")
- 〈마엘스트롬 속으로의 하강〉("A Descent into the Maelström")
- 〈M. 발데마르 사건의 진실〉("The Facts in the Case of M. Valdemar")
- 〈어셔 가문의 몰락〉("The Fall of the House of Usher")
- 〈황금충〉("The Gold-Bug")
- 〈절름발이 개구리 또는 사슬에 묶인 여덟 마리 오랑우탄〉("Hop-Frog; Or, the Eight Chained Ourangoutangs")
- 〈심술궂은 임프〉("The Imp of the Perverse")
- 〈라지어〉("Ligeia")
- 〈적사병의 가면극〉("The Masque of the Red Death")
- 〈모렐라〉("Morella")
- 〈모르그 가의 살인 사건〉("The Murders in the Rue Morgue")
- 〈타원형 초상화〉("The Oval Portrait")
- 〈구덩이와 진자〉("The Pit and the Pendulum")
- 〈성급한 매장〉("The Premature Burial")
- 〈도둑맞은 편지〉("The Purloined Letter")
- 〈타르 박사와 페더 교수의 치료법〉("The System of Doctor Tarr and Professor Fether")
- 〈고자질하는 심장〉("The Tell-Tale Heart")

기타
- 《정치꾼》(Politian, 1835년) - 포의 유일한 희곡
- 《낸터킷의 아서 고든 핌의 이야기》(The Narrative of Arthur Gordon Pym of Nantucket, 1838년) - 포의 유일한 장편소설
- 〈열기구 보고서〉("The Balloon-Hoax", 1844년) - 실화를 가장한 낚시 기사
- 〈작법 이론서〉("The Philosophy of Composition", 1846년) - 소논문
- 《유레카: 산문시》(Eureka: A Prose Poem, 1848년) - 소논문
- 〈시의 원리〉("The Poetic Principle", 1848년) - 소논문
- 〈등대〉("The Light-House", 1849년) - 미완성 유고

## 참고 자료
- Allen, Hervey (1927). “Introduction”. The Works of Edgar Allan Poe. New York: P. F. Collier & Son.
- “Man Reveals Legend of Mystery Visitor to Edgar Allan Poe's Grave”. 《Fox News》. Associated Press. 2007년 8월 15일. 2007년 12월 22일에 원본 문서에서 보존된 문서. 2007년 12월 15일에 확인함.
- Benitez, R, Michael (1996년 9월 15일). “Poe's Death Is Rewritten as Case of Rabies, Not Telltale Alcohol”. 《New York Times》. Based on “A 39-year-old man with mental status change”. Maryland Medical Journal 45: 765–769. 1996.
- Benton, Richard P. (1987). “Poe's Literary Labors and Rewards”.   Fisher, Benjamin Franklin IV. Myths and Reality: The Mysterious Mr. Poe. Baltimore: The Edgar Allan Poe Society. 1–25쪽. ISBN 978-0-9616449-1-8.
- Bramsback, Birgit (1970). “The Final Illness and Death of Edgar Allan Poe: An Attempt at Reassessment”. Studia Neophilologica (University of Uppsala) XLII: 40. doi:10.1080/00393277008587456. ISSN 0039-3274.
- BronxHistoricalSociety.org (2007). “Edgar Allan Poe Cottage”. 2007년 10월 11일에 원본 문서에서 보존된 문서. Archived from the original on 2007-10-11.
- Burns, Niccole (2006년 11월 15일). “Poe wrote most important works in Philadelphia”. 《School of Communication — University of Miami》. 2007년 12월 15일에 원본 문서에서 보존된 문서. 2007년 10월 13일에 확인함.
- Cappi, Alberto (1994). “Edgar Allan Poe's Physical Cosmology”. 《Quarterly Journal of the Royal Astronomical Society》 35: 177–192. Bibcode:1994QJRAS..35..177C.
- Canada, Mark, ed. (1997). “Edgar Allan Poe Chronology”. 《Canada's America》. 2007년 5월 18일에 원본 문서에서 보존된 문서. 2007년 6월 3일에 확인함.
- CrimeLibrary.com (2008). “Death Suspicion Cholera”. 2008년 6월 5일에 원본 문서에서 보존된 문서. 2008년 5월 9일에 확인함.
- Carlson, Eric Walter (1996). A Companion to Poe Studies. Westport, CT: Greenwood Press. ISBN 978-0-313-26506-8.
- Cornelius, Kay (2002). “Biography of Edgar Allan Poe”.   Harold Bloom. Bloom's BioCritiques: Edgar Allan Poe. Philadelphia, PA: Chelsea House Publishers. ISBN 978-0-7910-6173-2.
- Edgar Allan Poe Society (2007). “The Baltimore Poe House and Museum”. 2007년 10월 13일에 확인함.
- Fisher, Benjamin Franklin IV (1993). “Poe's 'Metzengerstein': Not a Hoax (1971)”. On Poe: The Best from American Literature. Durham, NC: Duke University Press. 142–149쪽. ISBN 978-0-8223-1311-3.
- Foye, Raymond, 편집. (1980). The Unknown Poe Paperback판. San Francisco, CA: City Lights. ISBN 0-87286-110-4.
- Frank, Frederick S.; Magistrale, Anthony (1997). The Poe Encyclopedia. Westport, CT: Greenwood Press. ISBN 978-0-313-27768-9.
- Friedman, William F. (1993). “Edgar Allan Poe, Cryptographer (1936)”. On Poe: The Best from American Literature. Durham, NC: Duke University Press. 40–54쪽. ISBN 978-0-8223-1311-3.
- Gargano, James W. (1967). “The Question of Poe's Narrators”.   Regan, Robert. Poe: A Collection of Critical Essays. Englewood Cliffs, NJ: Prentice-Hall. 165쪽. ISBN 978-0-13-684963-6.
- Glenn, Joshua (2007년 4월 9일). “The house of Poe – mystery solved!”. The Boston Globe.
- Grayson, Eric (2005). “Weird Science, Weirder Unity: Phrenology and Physiognomy in Edgar Allan Poe”. Mode 1: 56–77.
- Hall, Wiley (2007년 8월 15일). “Poe Fan Takes Credit for Grave Legend”. 《USA Today》. Associated Press.
- Harner, Gary Wayne (1990). “Edgar Allan Poe in France: Baudelaire's Labor of Love”.   Fisher, Benjamin Franklin IV. Poe and His Times: The Artist and His Milieu. Baltimore: The Edgar Allan Poe Society. ISBN 978-0-9616449-2-5.
- Harrison, Edward (1987). Darkness at Night: A Riddle of the Universe. Cambridge, MA: Harvard University Press. ISBN 978-0-674-19270-6.
- Harrowitz, Nancy (1984), 〈The Body of the Detective Model: Charles S. Peirce and Edgar Allan Poe〉,   Umberto Eco; Thomas Sebeok, 《The Sign of Three: Dupin, Holmes, Peirce》, Bloomington, IN: History Workshop, Indiana University Press, 179–197쪽, ISBN 978-0-253-35235-4. Harrowitz discusses Poe's "tales of ratiocination" in the light of Charles Sanders Peirce's logic of making good guesses or abductive reasoning.
- Hayes, Kevin J. (2002). The Cambridge Companion to Edgar Allan Poe. Cambridge: Cambridge University Press. ISBN 978-0-521-79326-1.
- Hecker, William J. (2005), 《Private Perry and Mister Poe: The West Point Poems》, Baton Rouge, LA: Louisiana State University Press, ISBN 978-0-8071-3054-4
- Hoffman, Daniel (1998) [1972]. Poe Poe Poe Poe Poe Poe Poe. Baton Rouge: Louisiana State University Press. ISBN 978-0-8071-2321-8.
- Hungerford, Edward (1930). “Poe and Phrenology”. American Literature 1: 209–231. doi:10.2307/2920231.
- Huxley, Aldous (1967). “Vulgarity in Literature”.   Regan, Robert. Poe: A Collection of Critical Essays. Englewood Cliffs, NJ: Prentice-Hall. 32쪽. ISBN 978-0-13-684963-6.
- Jannaccone, Pasquale (translated by Peter Mitilineos) (1974). “The Aesthetics of Edgar Poe”. Poe Studies 7 (1). doi:10.1111/j.1754-6095.1974.tb00224.x.
- Kagle, Steven E. (1990). “The Corpse Within Us”.   Fisher, Benjamin Franklin IV. Poe and His Times: The Artist and His Milieu. Baltimore: The Edgar Allan Poe Society. ISBN 978-0-9616449-2-5.
- Kennedy, J. Gerald (1987). Poe, Death, and the Life of Writing. New Haven: Yale University Press. ISBN 978-0-300-03773-9.
- Koster, Donald N. (2002). 〈Influences of Transcendentalism on American Life and Literature〉.   Galens, David. 《Literary Movements for Students Vol. 1.》. Detroit: Thompson Gale.
- Krutch, Joseph Wood (1926). Edgar Allan Poe: A Study in Genius. New York: Alfred A. Knopf. (1992 reprint: ISBN 978-0-7812-6835-6)
- Lake, Matt (2006). Weird Maryland. New York: Sterling Publishing. ISBN 978-1-4027-3906-4.
- Ljunquist, Kent (2002). “The poet as critic”.   Hayes, Kevin J. The Cambridge Companion to Edgar Allan Poe. Cambridge: Cambridge University Press. 7–20쪽. ISBN 978-0-521-79727-6.
- Maslin, Janet (2006년 6월 6일). “The Poe Shadow”. 《New York Times》. 2007년 10월 13일에 확인함.
- Meyers, Jeffrey (1992). Edgar Allan Poe: His Life and Legacy Paperback판. New York: Cooper Square Press. ISBN 978-0-8154-1038-6.
- Neimeyer, Mark (2002). “Poe and Popular Culture”.   Hayes, Kevin J. The Cambridge Companion to Edgar Allan Poe. Cambridge: Cambridge University Press. 205–224쪽. ISBN 978-0-521-79727-6.
- Nelson, Randy F. (1981). The Almanac of American Letters. Los Altos, CA: William Kaufmann, Inc. ISBN 978-0-86576-008-0.
- New York Daily News (2009년 12월 5일). “Edgar Allan Poe's first book from 1827 sells for $662,500; record price for American literature”. 2009년 12월 24일에 확인함.
- New York Times (1894년 5월 20일). “Emerson's Estimate of Poe”. 《The New York Times》. 2008년 3월 2일에 확인함.
- Ostram, John Ward (1987). “Poe's Literary Labors and Rewards”.   Fisher, Benjamin Franklin IV. Myths and Reality: The Mysterious Mr. Poe. Baltimore: The Edgar Allan Poe Society. 37–47쪽. ISBN 978-0-9616449-1-8. 2015년 12월 21일에 원본 문서에서 보존된 문서. 2016년 1월 17일에 확인함.
- Poe, Edgar Allan (November 1847). “Tale-Writing—Nathaniel Hawthorne”. Godey's Ladies Book: 252–256. 2007년 3월 24일에 확인함.
- PoeMuseum.org (2006). “Celebrate Edgar Allan Poe's 197th Birthday at the Poe museum”. 2009년 1월 5일에 원본 문서에서 보존된 문서.
- Quinn, Arthur Hobson (1998). Edgar Allan Poe: A Critical Biography. Baltimore: Johns Hopkins University Press. ISBN 978-0-8018-5730-0. (Originally published in 1941 by New York: Appleton-Century-Crofts, Inc.)
- The Raven Society (2014). “History”. 《University of Virginia alumni》. 2014년 5월 18일에 확인함.
- Rombeck, Terry (2005년 1월 22일). “Poe's little-known science book reprinted”. Lawrence Journal-World & News.
- Rosenheim, Shawn James (1997). The Cryptographic Imagination: Secret Writing from Edgar Poe to the Internet. Baltimore: Johns Hopkins University Press. ISBN 978-0-8018-5332-6.
- Royot, Daniel (2002), 〈Poe's Humor〉,   Hayes, Kevin J., 《The Cambridge Companion to Edgar Allan Poe》, Cambridge: Cambridge University Press, 57–71쪽, ISBN 978-0-521-79326-1
- Silverman, Kenneth (1991). Edgar A. Poe: Mournful and Never-Ending Remembrance Paperback판. New York: Harper Perennial. ISBN 978-0-06-092331-0.
- Smoot, George; Davidson, Keay (1994). Wrinkles in Time Reprint판. New York: Harper Perennial. ISBN 978-0-380-72044-6.
- Sova, Dawn B. (2001). Edgar Allan Poe A to Z: The Essential Reference to His Life and Work Paperback판. New York: Checkmark Books. ISBN 978-0-8160-4161-9.
- Stableford, Brian (2003). “Science fiction before the genre”.   James, Edward; Mendlesohn, Farah. The Cambridge Companion to Science Fiction. Cambridge: Cambridge University Press. 15–31쪽. ISBN 978-0-521-01657-5.
- Tresch, John (2002). “Extra! Extra! Poe invents science fiction”.   Hayes, Kevin J. The Cambridge Companion to Edgar Allan Poe. Cambridge: Cambridge University Press. 113–132쪽. ISBN 978-0-521-79326-1.
- Van Hoy, David C. (2007년 2월 18일). “The Fall of the House of Edgar”. 《The Boston Globe》.
- Walsh, John Evangelist (2000) [1968]. Poe the Detective: The Curious Circumstances behind 'The Mystery of Marie Roget'. New York: St. Martins Minotaur. ISBN 978-0-8135-0567-1. (1968 edition printed by Rutgers University Press)
- Weekes, Karen (2002). “Poe's feminine ideal”.   Hayes, Kevin J. The Cambridge Companion to Edgar Allan Poe. Cambridge: Cambridge University Press. 148–162쪽. ISBN 978-0-521-79326-1.
- Whalen, Terance (2001). “Poe and the American Publishing Industry”.   Kennedy, J. Gerald. A Historical Guide to Edgar Allan Poe. New York: Oxford University Press. 63–94쪽. ISBN 978-0-19-512150-6.
- Wilbur, Richard (1967). “The House of Poe”.   Regan, Robert. Poe: A Collection of Critical Essays. Englewood Cliffs, NJ: Prentice-Hall. 99쪽. ISBN 978-0-13-684963-6.